# Нектарий (патриарх Иерусалимский)
Нектарий (греч. Νεκτάριος Ιεροσολύμων; 1602—1676) — патриарх Иерусалимский в 1661—1669 годах, принимавший в этом качестве участие в разбирательстве распри между царём Алексеем Михайловичем и патриархом Никоном.
В противоположность другим восточным патриархам, действовавшим в угоду царю, Нектарий пытался стоять на почве справедливости и беспристрастия, но, как человек мало энергичный и болезненный, отстаивал свое мнение слабо и вяло: его голос в защиту Никона прошёл бесследно. На неоднократные приглашения московского правительства лично прибыть в Москву Нектарий отвечал отказом и пересылался лишь письмами. В своих посланиях, рисующих его личность в симпатичном свете, Нектарий открыто осуждал льстецов, оклеветавших Никона перед царём, и советовал последнему примириться с его бывшим другом.
Заслугой Нектария является то, что он открыл глаза московскому правительству на личность Паисия Лигарида.
Никтарий никогда не унижался до молений о милостыне и решительно отказался играть роль политического агента России в Палестине. Ему принадлежит авторство на полемическое сочинение против латинян «Περί τής άρχής τοΰ πάπα» («О главенстве папы»), в котором собрал все, что было сказано восточными церковными писателями в опровержение этого главенства. Оно было издано в 1682 году в Яссах его преемником Досифеем.
Благодаря стараниям Нектария в 1662 году в Голландии на греческом языке было издано «Православное исповедание веры», составленное  Петром Могилой и утвержденное восточными патриархами в 1643 году.